# Yuki Ohashi
Yuki Ohashi (大橋 祐紀 Ohashi Yuki?, Chiba, 27 de julio de 1996) es un futbolista japonés que juega como delantero en el Blackburn Rovers F. C. de la EFL Championship.

## Trayectoria

### Clubes
| Club                   | País       | Año       |
| ---------------------- | ---------- | --------- |
| Shonan Bellmare        | Japón      | 2018-2024 |
| Sanfrecce Hiroshima    | Japón      | 2024      |
| Blackburn Rovers F. C. | Inglaterra | 2024-     |